# Chiesa-convento di Santa Teresa
La chiesa-convento di Santa Teresa è un'architettura della città di Avila nella comunità autonoma di Castiglia e León in Spagna. L'edificio venne costruito agli inizi del XVII secolo, secondo la leggenda, sul luogo della casa natale di Santa Teresa d'Avila, a cura dell'ordine delle carmelitane scalze. Per riparare i danni subiti dall'edificio, principalmente durante un periodo di chiusura del convento nel XIX secolo, il monumento ha subito due restauri, nel 1888 e nel 1982 rispettivamente. È stato dichiarato monumento nazionale e poi Bien de Interés Cultural.
Costruita su un terreno abbastanza ostile (il suolo era molto umido, cosa che provocava il deterioramento della pietra), le soluzioni originali divennero sempre più difficili da conservare, cosa che si tradusse in costanti riparazioni da quando Alonso di San José, insegnante architetto dell'ordine (questa era una pratica molto comune fin dalla fondazione dell'accademia di San Fernando: i religiosi con formazione in architettura costruivano gli edifici dell'ordine al quale appartenevano), terminò la costruzione del convento intorno al 1636.
La disposizione del convento è alquanto strana, poiché aveva uno scopo particolare: il suo orientamento è verso nord (e non verso est, come di consueto), poiché si cercava di collocare la testa del tempio nella stanza di Santa Teresa. Per questo a nord si trovano il chiostro e le dipendenze monastiche.
Per quanto riguarda la chiesa, essa si colloca nello stile barocco, seguendo nella pianta i principi dell'ordine carmelitano, simili a quelli precedentemente utilizzati dall'ordine dei Gesuiti: pianta a navata unica, con cappelle laterali su entrambi i lati (la differenza con la pianta gesuita è che quelle hanno porte che collegano le cappelle laterali, mentre queste no). Quanto alla facciata, essa segue i rigorosi principi del primo terzo del Seicento, mostrando un andamento molto sobrio, anche se cominciano ad esserci alcune decorazioni e un uso improprio degli ordini, cui si accede da un triplo loggiato, continuando il modello che Francisco de Mora aveva già utilizzato nel convento di San Giuseppe, nella stessa città. Nella cappella maggiore c'è una pala d'altare che appartiene al secondo terzo del XVII secolo.